# Alexander Payne
Constantine Alexander Payne (* 10. února 1961 Omaha, Nebraska) je americký filmový režisér a scenárista. Za film Bokovka získal v roce 2005 Oscara za nejlepší adaptovaný scénář. Je jedním z mála hollywoodských režisérů, kteří si udrželi proti tlaku studií právo rozhodovat o podobě definitivního sestřihu svých filmů.
Absolvoval Stanfordovu univerzitu, kde studoval španělštinu a historii, a roku 1990 filmovou fakultu Kalifornské univerzity v Los Angeles, kde byl jeho učitelem český režisér Jiří Weiss. Počátkem 90. let byl zaměstnán jako scenárista ve studiu Universal, ale žádný z jeho scénářů nebyl natočen.
V roce 2003 se po několikaleté známosti oženil s herečkou Sandrou Ohovou; na jaře 2005 ohlásili rozvod.
V červenci 2005 navštívil Mezinárodní filmový festival Karlovy Vary, kde byl příznivě přijat jeho živý zájem o diskuse s publikem.

## Filmografie
- Paříži, miluji tě (Paris, je t'aime, 2006)
- Bokovka (Sideways, 2004) – za tento film získal Zlatý glóbus za režii
- O Schmidtovi (About Schmidt, 2002)
- Kdo s koho (Election, 1999)
- Občanka Ruth (Citizen Ruth, 1996)
- The Passion of Martin (1991)

Tyto filmy, které režíroval i psal k nim scénář (od Občanky Ruth vždy ve spolupráci s Jimem Taylorem, s nímž se přátelí od dob, kdy byli spolubydlícími v Los Angeles; od Kdo s koho jde o adaptace románových předloh), získaly řadu oborových a festivalových cen.
Kromě toho v začátcích své kariéry přispěl do povídkového hororově-erotického videofilmu z produkce Playboye Inside Out (1992) epizodou „My Secret Moments“ (scénář – spolu s Taylorem – i režie); v pokračování Inside Out III (1992) pouze zrežíroval cizí epizodu „The Houseguest“.
Později s Taylorem provedl poslední úpravy scénáře filmu Fotr je lotr (Meet the Parents, 2000), kde nebyli uvedeni v titulcích, a Juského parku III (2001).
V roce 2006 spolupracoval na povídkovém filmu Paříži, miluji tě. Jako režisér povídky 14e arrondissement, i jako herec v epizodě Père-Lachaise, kde si zahrál ducha Oscara Wilda.